# Jan Polanc
Jan Polanc (Kranj, 6 mei 1992) is een Sloveens voormalig wielrenner die vanaf 2013 tot en met mei 2023 reed bij UAE Team Emirates.

## Carrière
Polanc behaalde zijn grootste successen in de Ronde van Italië, waarin hij in totaal twee etappes won. In 2015 won hij er de vijfde etappe met aankomst in Abetone en in 2017 zegevierde hij in de vierde etappe met aankomst op de Etna. In de editie van 2019 droeg hij enkele dagen de roze trui als leider van het algemeen klassement.
In de wegwedstrijd op de Olympische Spelen in Rio de Janeiro eindigde Polanc op plek 52, op twintig minuten van winnaar Greg Van Avermaet.

## Overwinningen
2009
 Sloveens kampioen op de weg, Junioren
2010
 Sloveens kampioen tijdrijden, Junioren
3e etappe Ronde van Lunigiana, Junioren
2012
 Sloveens kampioen tijdrijden, Beloften
Jongerenklassement Ronde van Slovenië
Piccolo Ronde van Lombardije
2013
4e etappe Ronde van Friuli-Venezia Giulia
Eind- en jongerenklassement Ronde van Friuli-Venezia Giulia
Jongerenklassement Ronde van Slovenië
2015
5e etappe Ronde van Italië
2017
Bergklassement Ronde van de Provence
4e etappe Ronde van Italië
 Sloveens kampioen tijdrijden, Elite
2022
Trofeo Laigueglia

## Resultaten in voornaamste wedstrijden
| Jaar | Ronde van Italië | Ronde van Frankrijk | Ronde van Spanje |
| ---- | ---------------- | ------------------- | ---------------- |
| 2013 |                  |                     |                  |
| 2014 | 42e              |                     |                  |
| 2015 | 53e (1)          |                     |                  |
| 2016 |                  | 54e                 |                  |
| 2017 | 11e (1)          |                     | 38e              |
| 2018 | 32e              |                     |                  |
| 2019 | 15e              |                     |                  |
| 2020 |                  | 40e                 |                  |
| 2021 |                  |                     | 41e              |
| 2022 |                  |                     | 12e              |

| Jaar | Milaan-San Remo | Amstel Gold Race | Luik-Bast.‑Luik | Ronde van Lombardije | Waalse Pijl |  | WK op de weg |  | Wereldranglijsten |
| ---- | --------------- | ---------------- | --------------- | -------------------- | ----------- |  | ------------ |  | ----------------- |
| 2013 |                 |                  |                 |                      |             |  | 40e          |  |                   |
| 2014 |                 |                  |                 | 59e                  |             |  | opgave       |  |                   |
| 2015 |                 | 103e             | 74e             | 37e                  | 60e         |  |              |  | 207e (UWT)        |
| 2016 |                 | 68e              | 70e             | opgave               | 111e        |  |              |  |                   |
| 2017 |                 |                  |                 | 39e                  |             |  | 61e          |  | 110e (UWT)        |
| 2018 |                 |                  |                 |                      |             |  | opgave       |  | 130e (UWT)        |
| 2019 |                 |                  |                 | 79e                  |             |  | opgave       |  | 142e (UWR)        |
| 2020 |                 |                  | opgave          |                      | 61e         |  | 27e          |  |                   |
| 2021 |                 | 52e              |                 | opgave               |             |  | 18e          |  |                   |
| 2022 | 57e             |                  | 57e             |                      | 48e         |  | 30e          |  |                   |

## Ploegen
- 2011 –  Radenska
- 2012 –  Radenska
- 2013 –  Radenska (tot 1 augustus)
- 2013 –  Lampre-Merida (vanaf 1 augustus)
- 2014 –  Lampre-Merida
- 2015 –  Lampre-Merida
- 2016 –  Lampre-Merida
- 2017 –  UAE Team Emirates [a]
- 2018 –  UAE Team Emirates
- 2019 –  UAE Team Emirates
- 2020 –  UAE Team Emirates
- 2021 –  UAE Team Emirates
- 2022 –  UAE Team Emirates
- 2023 –  UAE Team Emirates (tot 15 mei)

Anacona ·
Bono ·  
Cattaneo ·
Cimolai ·   
Cunego ·
Dodi ·
Đurasek ·
Favilli ·
Ferrari ·
Graziato ·
Lloyd ·
Malori ·
Mori ·
Niemiec ·
Palini ·
Petacchi (tot 23/04) ·
Pietropolli ·
Polanc ·
Pozzato ·
Richeze ·
Scarponi ·
Serpa ·
Stortoni ·
Ubeto ·
Ulissi ·
Viganò ·
Wackermann ·
Bonifazio (stagiair) ·
Cambianica (stagiair) ·
Conti (stagiair)
Anacona · Bonifazio · Bono · Cattaneo · Cimolai · Conti · Costa  · Cunego · Dodi · Đurasek · Favilli · Ferrari · Horner · Modolo · Mori · Niemiec · Oliviera · Palini · Polanc · Pozzato · Richeze · Serpa · Ulissi · Valls · Wackermann · Xu · Kasjavy (stagiair) · Vaccher (stagiair)
Bonifazio · Bono · Cattaneo · Cimolai · Conti · M. Costa · R. Costa · Đurasek · Feng · Ferrari · Grmay · Kasjavy · Modolo · Mori · Niemiec · Oliviera · Pibernik · Plaza · Polanc · Pozzato · Richeze · Serpa · Ulissi · Valls · Xu · Ganna (stagiair) · Pacioni (stagiair) · Ravasi (stagiair)
Arashiro · Bono · Cattaneo · Cimolai · Conti · M. Costa · R. Costa · Đurasek · Feng · Ferrari · Grmay · Kasjavy · Kump · Meintjes · Modolo · Mohorič · Mori · Niemiec · Petilli · Pibernik · Polanc · Ulissi · Xu · Zurlo · Masnada (stagiair) · Ravasi (stagiair) · Troia (stagiair)
Aït el Abdia · Atapuma · Bono · Consonni · Conti · Costa · Đurasek · Ferrari · Ganna · Guardini · Kump · Laengen · Marcato · Meintjes · Mirza · Modolo · Mohorič · Mori · Niemiec · Petilli · Polanc · Ravasi · Swift · Troia  · Ulissi · Zurlo · Lizde (stagiair) · Raboesjenka (stagiair) · Romano (stagiair)
Aït el Abdia · Aru · Atapuma · Bono · Bystrøm · Consonni · Conti · Costa · Đurasek · Ferrari · Ganna · Kristoff  · Laengen · Marcato · Martin · Mirza · Mori · Niemiec · Petilli · Polanc · Ravasi · Raboesjenka · Sutherland · Swift · Troia  · Ulissi
Aru · Bohli · Bystrøm · Consonni · Conti · Costa · Đurasek · Ferrari · Gaviria · Henao · Kristoff · Laengen · Marcato · Martin · Mirza · Molano · Mori · Muñoz · I. Oliveira · R. Oliveira · Petilli · Philipsen · Pogačar · Polanc · Ravasi · Raboesjenka · Sutherland · Troia  · Ulissi
Ardila · Aru · Bjerg · Bohli · Bystrøm · Conti · Costa · Covi · De la Cruz · Dombrowski · Formolo · Gaviria · Henao · Kristoff · Laengen · Marcato · McNulty · Mirza · Molano · Muñoz · I. Oliveira · R. Oliveira · Philipsen · Pogačar · Polanc · Ravasi · Raboesjenka · Richeze · Troia · Ulissi
Ardila · Ayuso (vanaf 15 juni) · Bjerg · Bystrøm · Conti · Costa · Covi · De la Cruz · Dombrowski · Fisher-Black (vanaf 14 juli) · Formolo · Gaviria · Gibbons · Hirschi · Kristoff · Laengen · Majka · Marcato · McNulty · Mirza · Molano · Muñoz · I. Oliveira · R. Oliveira · Pogačar · Polanc · Raboesjenka · Richeze · Trentin · Troia · Ulissi· Groß (stagiair)
Ackermann · Almeida · Ardila · Ayuso · Bennett · Bjerg · Brunel (tot 2/6) · Costa · Covi · Fisher-Black · Formolo · Gaviria · Gibbons · Groß · Hirschi · Hodeg · Laengen · Majka · McNulty · Mirza · Molano · I. Oliveira · R. Oliveira · Pogačar · Polanc · Richeze · Soler · Suter · Trentin · Troia · Ulissi · Andersen (stagiair) · Kluckers (stagiair) · Knight (stagiair)
Ackermann · Almeida · Ayuso · Bax · Bennett · Bjerg · Christen (vanaf 1/8) · Covi · Fisher-Black · Formolo · Gibbons · Groß · Großschartner · Hirschi · Hodeg · Laengen · Majka · McNulty · Molano · Novak · I. Oliveira · R. Oliveira · Pogačar · Polanc (tot 15/5) ·  Soler · Trentin · Ulissi · Vine · Vink · Wellens · Yates · Glivar (stagiair)